# Consolida scleroclada
Consolida scleroclada är en ranunkelväxtart som först beskrevs av Pierre Edmond Boissier, och fick sitt nu gällande namn av Schröd.. Consolida scleroclada ingår i släktet åkerriddarsporrar, och familjen ranunkelväxter. Inga underarter finns listade i Catalogue of Life.